# Acerophagus solidus
Acerophagus solidus är en stekelart som beskrevs av Hayat 1981. Acerophagus solidus ingår i släktet Acerophagus och familjen sköldlussteklar. Inga underarter finns listade i Catalogue of Life.